# معادلة تيتشمولر-توكي
في الرياضيات، معادلة تيتشمولر-توكي (تسمى أحيانًا فقط معادلة توكي)، والتي سميت على اسم جون توكي وأوزوالد تيتشمولر، هي توطئة تنص على أن كل مجموعة غير خالية ذات طابع محدود لها عنصر أقصى فيما يتعلق بالمجموعة الجزئية. في نظرية المجموعات حسب تسيرميلو-فرانكل، فإن نظرية تيشمولر-توكي تعادل بديهية الاختيار، وبالتالي نظرية الترتيب الجيد ومبدأ زورن ومبدأ هاوسدورف الأقصى.